# Runet
Runet (en rus: Рунет) és el nom amb el qual els parlants de rus anomenen al conjunt de continguts d'Internet en la seua llengua. El terme pot referir-se des dels continguts creats a Rússia, fins als continguts creats a les antigues repúbliques soviètiques (Unió Soviètica) en llengua russa (Belarús, Ucraïna, Kazakhstan, Kirguizstan, Abkhàzia i Ossètia del Sud). El terme és molt utilitzat per la comunitat internauta russa, fins i tot existix un premi Runet que s'atorga anualment des de 2004 per l'Agència Federal de Premsa i Mitjans de Comunicació de Rússia.